# Diva (альбом Кармен Макрей)
Diva — сборник американской певицы Кармен Макрей, выпущенный 20 мая 2003 года на лейбле Verve Records в рамках серии «The Diva Series», где были представлены лучшие джазовые исполнительницы XX века. На сборник попали избранные треки, записанные Макрей в течение 1950-х годов в период работы с Decca Records как с небольшими группами, так и с более крупными оркестрами.

## Отзывы критиков
| Оценки критиков | Оценки критиков |
| Источник        | Оценка          |
| --------------- | --------------- |
| AllMusic        | [ 3 ]           |

В своём обзоре для AllMusic Тим Сендра написал: «У неё был характерный голос, способный исполнять душераздирающие и беззаботные песни в равной степени захватывающе. У неё было безошибочное чувство мелодии, а её фразировка — вещь прекрасная. Макрей блистает такими зажигательными треками, как „Comes Love“, „Falling in Love With Love“ и „I’m Pelling All My Eggs in One Basket“, и не оставит равнодушными никого своим исполнением глубоко эмоциональных баллад. „Do You Know Why“, „Midnight Sun“ и до боли красивая „I’m Glad There Is You“ — яркие примеры того, как Макрей обращается с балладой. Каждый из 16 представленных здесь треков — это своего рода учебник о том, как стать вокалисткой, джазовой или иной. Запись Макрей в серии Verve Diva — прекрасное введение в её записи 1950-х годов».

## Список композиций
1. «Falling in Love with Love» (Лоренц Харт, Ричард Роджерс) — 2:12
2. «I Only Have Eyes for You» (Эл Дубин, Гарри Уоррен) — 3:17
3. «Speak Low» (Огден Нэш, Курт Вайль) — 3:07
4. «Midnight Sun» (Сонни Берк, Лайонел Хэмптон, Джонни Мерсер) — 4:13
5. «I’m Putting All My Eggs in One Basket» (Ирвинг Берлин) — 2:20
6. «How Little We Know» (Хоги Кармайкл, Джонни Мерсер, Филип Спрингер) — 2:27
7. «Skylark» (Хоги Кармайкл, Джонни Мерсер) — 3:00
8. «My Man’s Gone Now» (Джордж Гершвин, Айра Гершвин, Дюбоз Хейуорд) — 4:14
9. «Comes Love» (Лью Браун, Сэм Х. Степт, Чарльз Тобиас)— 2:12
10. «All the Things You Are» (Оскар Хаммерстайн II, Джером Керн) — 2:23
11. «Ain’t Misbehavin’» (Гарри Брукс, Энди Разаф, Фэтс Уоллер) — 3:16
12. «Do You Know Why?» (Джонни Берк, Джимми Ван Хьюзен) — 2:51
13. «Bye-Bye, Blackbird» (Морт Диксон, Рэй Хендерсон) — 3:25
14. «Any Old Time» (Арти Шоу) — 3:08
15. «That Old Devil Moon» (Йип Харбург, Бертон Лэйн) — 3:13
16. «I’m Glad There Is You» (Джимми Дорси, Пол Мадейра) — 3:54